# Métro de Zhengzhou
 (juillet 2025).
Le Métro de Zhengzhou (en chinois : 鄭州地鐵, Zhèngzhōu dìtiě) est l'un des systèmes de transport en commun de Zhengzhou, capitale de la province du Henan, en République populaire de Chine. L'inauguration de la première ligne est prévue pour 2016.

## Réseau
| Ligne | Terminus                                   | Terminus                                 | Année ouverture | Année dern. extension | Longueur km | Stations |
| ----- | ------------------------------------------ | ---------------------------------------- | --------------- | --------------------- | ----------- | -------- |
|       | Henan University of Technology (Zhongyuan) | New Campus of Henan University (Jinshui) | 2013            | 2017                  | 41.4        | 30       |
|       | Jiahe                                      | Nansihuan (Guancheng)                    | 2016            | 2019                  | 30.9        | 22       |
|       | Henan Sports Center (Huiji)                | Binhe Xincheng sud                       | 2020            | 2023                  | 20.9        | 25       |
|       | Laoyachen (Huiji)                          | Langzhuang (Guancheng)                   | 2020            |                       | 30.1        | 27       |
|       | Yuejigongyuan (Zhongyuan)                  | Yuejigongyuan (Zhongyuan)                | 2019            |                       | 40.4        | 32       |
|       | Jiayu                                      | Changzhuang                              | 2022            |                       |             | 10       |
|       | Nansihuan (Guancheng)                      | Gare de Zhengzhou-Hangkonggang (Zhongmu) | 2017            | 2022                  | 40.7        | 18       |
|       | Gare de Zhengzhou                          | Gare de Zhengzhou ouest                  | 2023            |                       |             | 12       |
|       | Tielu                                      | Lianhu (Zhongyuan)                       | 2017            |                       | 7.4         | 4        |
| Total | Total                                      | Total                                    | Total           | Total                 | 260         | 180      |

### Ligne 1
La ligne 1 devrait traverser la ville d'Est en Ouest, et parcourir un total de 34,84 km. Elle reliera le nouveau campus de l'université de Zhengzhou à Muzhuang.
Le tronçon actuellement en construction va d'Est en Ouest, compte 22 stations (toutes souterraines) pour une longueur totale de 26,34 km. Il devrait ouvrir en 2013.
Les stations actuellement en construction :
- 西流湖公园 Xiliuhu Park,
- 西三环 West Third Ring,
- 华山路 Huashan Rd.,
- 桐柏路 Tongbai Rd.,
- 碧沙岗 Bishagang,
- 郑州大学 Zhengzhou University,
- 京广路 Jingguang Rd.,
- 火车站 Train Station,
- 二七广场 Erqi Square,
- 市体育馆 City Stadium,
- 紫荆山 Zijingshan,
- 东明路 Dongming Rd.,
- 黑庄路 Heizhuang Rd.,
- 会展中心 Convention and Exhibition Center,
- 黄河东路 Huang He Rd. East,
- 农业东路 Nongye Rd. East,
- 七里河 Qilihe,
- 新客站 New Passenger Station,
- 博学路 Boxue Rd.,
- 体育中心 Athletics Center.

### Ligne 2
La ligne 2 traverse la ville du Nord au Sud, et totalise une longueur de 27,3 km. Elle relie le district d'Huiji à Zhanmatun.
Le tronçon compte actuellement 16 stations (14 souterraines et 2 surélevées) et totalise une longueur de 19,05 km (dont 17,25 souterrains).

## Extensions futures

Au total, trois lignes sont en construction et 10 autres sont planifiées.

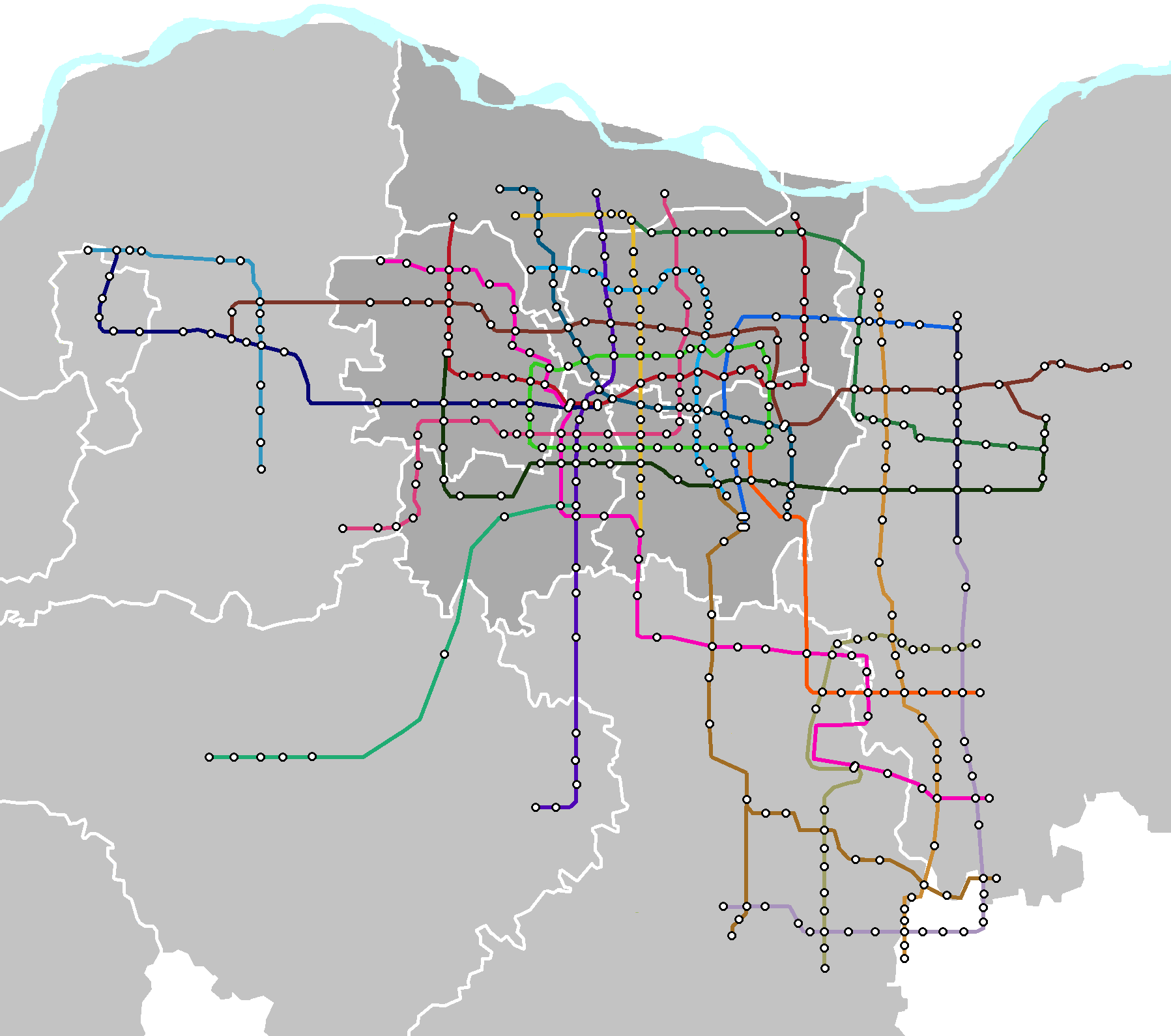
Plan à long terme du métro de Zhengzhou (2050).